# Festival interceltique de Lorient 2002

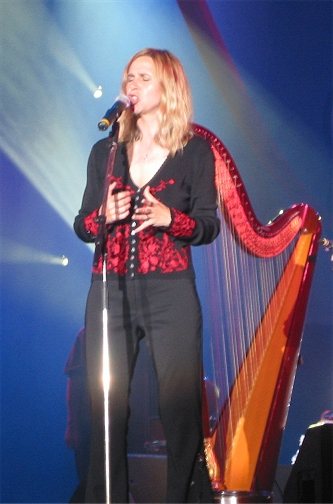
Siân James en concert au festival le 5 août 2002.

La 32e édition du Festival interceltique de Lorient se déroule du 2 au 11 août 2002. Le Pays de Galles est la nation invitée.
Le festival accueille, entre autres artistes, le Bagad de Lann-Bihoué (qui fête ses cinquante ans), Christophe Miossec, Gilles Servat, Erik Marchand et Yann-Fañch Kemener, Carlos Núñez, Fred Morrison, Dominique Dupuis, Siân James et les groupes Merzhin, Armens, Carré Manchot et Djiboudjep.

## Concours
Le Championnat national des bagadoù est remporté par le bagad Kemper.
Le Trophée Macallan pour soliste de great Highland bagpipe est remporté par Robert Watt.
Le Trophée Macallan pour soliste de gaïta est remporté par l'Asturien Ruben Alba Garcia.
Le Concours International de Pibroc’h est remporté par Hervé Le Floc’h.
Le Trophée Matilin an Dall pour couple de sonneurs est remporté par Fabrice Lothodé et Jean-Yves Cadudal.
Le Trophée Loïc Raison est gagné par Arcanadh.
Le Trophée International Greatness de pipe band est remporté par le bagad Brieg.
Le Trophée International Greatness de Batteries est remporté par le bagad Kemper.
Fred Morrison remporte le prix Kitchen Music.

## Fonctionnement
Environ 600 000 festivaliers sont comptabilisés lors de cette édition, en hausse de 19 % par rapport à l'édition précédente.

## Sources